# Yattah
Yattah of Yatta (Arabisch: يطّا, Hebreeuws: יטה) is een oude Palestijnse stad, gelegen in de heuvels (the South Hebron Hills) op de Westelijke Jordaanoever van Palestina, in het gouvernement Hebron, het zuidelijk deel van de Westelijke Jordaanoever. De stad is gelegen op een heuveltop 820 meter boven zeeniveau, ongeveer 8 kilometer ten zuiden van de stad Hebron. De stad valt bestuurlijk geheel onder de Palestijnse Autoriteit.
De oorsprong van de stad ligt in Kanaän. Tijdens het Ottomaanse Rijk werd de stad uitgebreid. 
Er zijn nog historische plekken, zoals het Al Khader heiligdom en de Oude Stad. Naast de algemene voorzieningen, waaronder ziekenhuizen en klinieken zijn er veel scholen en moskeeën. De stad had in 2007 ongeveer 45.000 inwoners. In 2017 had de stad 63.511 inwoners.

## Masafer Yatta
Yatta is het gemeentelijke en economische centrum van Masafer Yatta een landbouw- en veeteeltgebied met ongeveer 23 verspreid liggende Palestijnse boerendorpjes met olijfboomgaarden en land waar herders hun kudden weiden. 
In de Zesdaagse Oorlog van 1967 veroverde Israël de Westelijke Jordaanoever op Jordanië, die het sinds de Arabisch-Israëlische Oorlog van 1948 in bezit had, bezette het gebied en oefent er sindsdien militaire controle uit. 
Na het sluiten van de Oslo-akkoorden (1993-1995), waarbij de Westelijke Jordaanoever (tijdelijk) in zones A,B en C opgedeeld werd, kwam Yatta onder bestuur van de toen opgerichte Palestijnse Autoriteit. Een groot deel van Masafer Yatta, voornamelijk landbouw- en veeteeltgebied van Palestijnse herders en boeren, kwam in zone-C te liggen. Dit gebied zou na 5 jaar overgedragen worden aan de Palestijnse Autoriteit. Daar is tot op heden geen gevolg aan gegeven. 

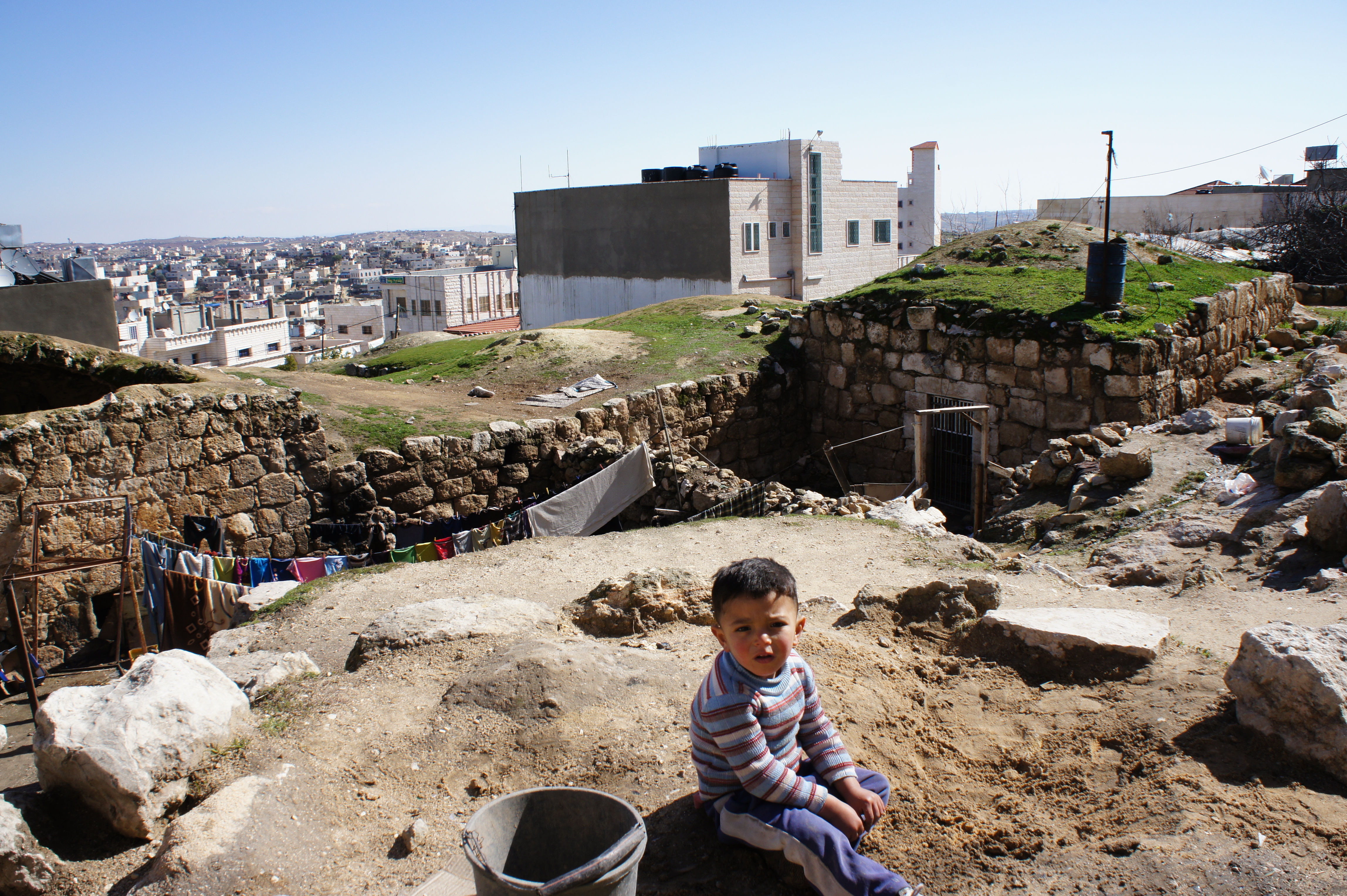
Gezicht op Yattah
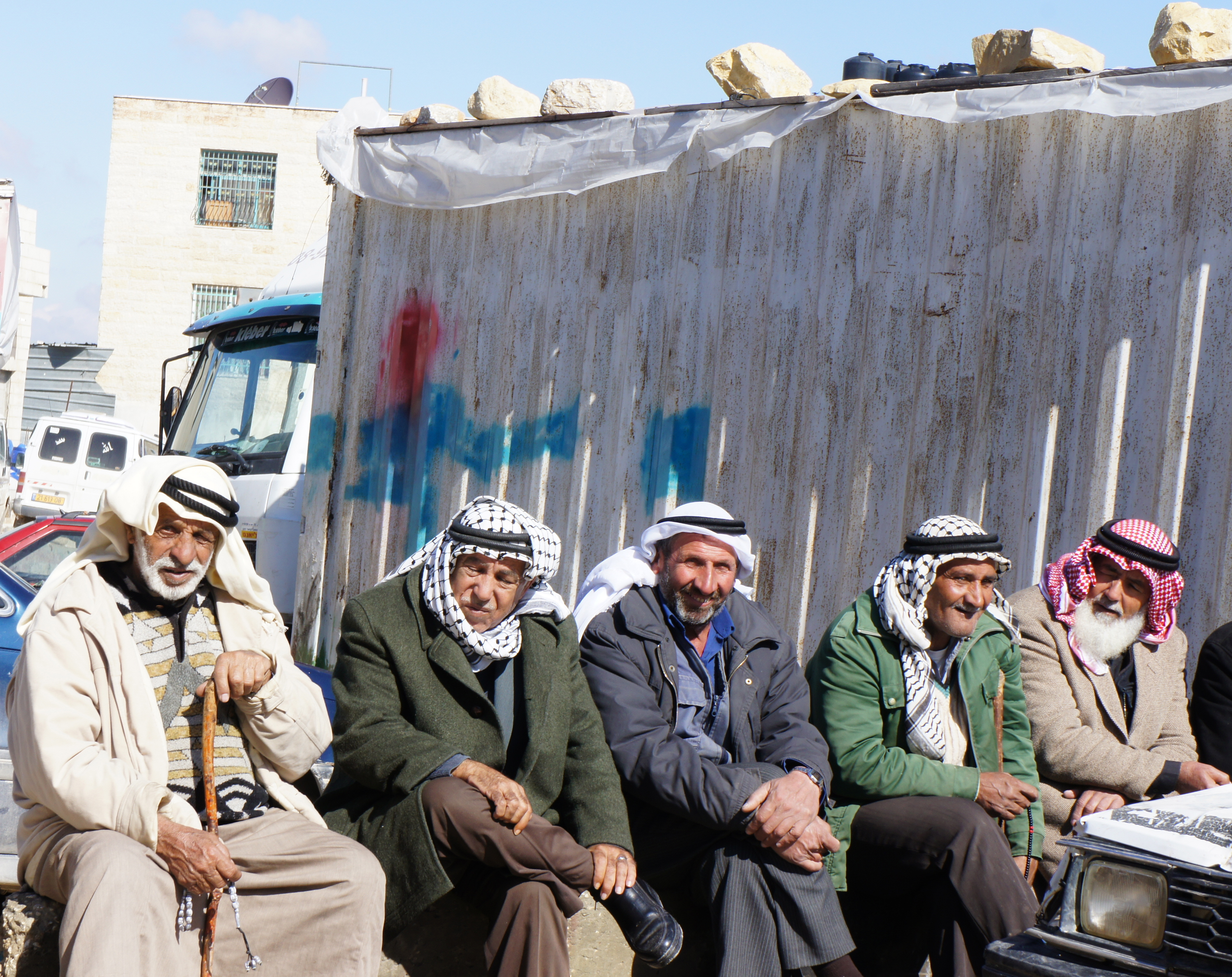
Oudere mannen in Yatta, 2012